# Tempo (diari)
Tempo va ser una revista setmanal il·lustrada fundada el 1970 a Maputo, Àfrica Oriental Portuguesa, en l'actual Moçambic. La revista va actuar com la veu de l'oposició a les pràctiques i del govern colonial portuguès a la colònia. It was Mozambique's first full color magazine.
Tempo va ser fundada pel fotoperiodista Ricardo Rangel i uns altres quatre periodistes moçambiquesos. Rangel hi va treballar com a fotògraf.